# Michail Levašov
Michail Alekseevič Levašov (in russo Михаил Алексеевич Левашов?; Bogorodick, 4 ottobre 1991) è un calciatore russo, portiere del Sokol Saratov, in prestito dall'Arsenal Tula.

## Carriera
Cresciuto nel settore giovanile del Krasnodar-2000, ha trascorso la prima parte di carriera nelle serie minori del calcio russo fino all'approdo all'Arsenal Tula nel 2012. Impiegato con le riserve nelle prime quattro stagioni, nel 2016 ha esordito con la prima squadra disputando l'incontro di Prem'er-Liga perso 1-0 contro il Tom' Tomsk del 17 settembre.